# Ричмонд Кикерс
«Ри́чмонд Ки́керс» (англ. Richmond Kickers) — американский профессиональный футбольный клуб из города Ричмонд штата Виргиния. Основан в 1993 году. С 2019 года выступает в Лиге один ЮСЛ, третьем по уровню футбольном дивизионе США.

## История
Футбольный клуб «Ричмонд Кикерс» был основан в мае 1993 года и провёл свой первый сезон в USISL, который являлся третьей по уровню лигой США. Первоначально для проведения домашних матчей команды использовался кампус Ричмондского университета. После неудачного сезона 1994 под наставничеством Джона Керра-старшего клуб опустился в новообразованную USISL Premier League, четвёртый дивизион США. В 1995 году «Кикерс» оформили «золотой дубль»: в чемпионском матче USISL Premier League были обыграны «Коко Экспос», в финале Открытого кубка США были обыграны «Эль-Пасо Пэтриотс». Чемпионскую команду тренировал Деннис Вайоллет, в её составе выступали будущие игроки MLS Брайан Камлер, Ричи Уильямс, Майк Кларк, Тодд Йигли, Брайан Бейтс и Джефф Козей. Клуб завоевал путёвку в Кубок обладателей кубков КОНКАКАФ 1996, но не сыграл на турнире. В сезоне 1996 «Кикерс» поднялись в USISL Select League, третий дивизион, и дошли до финального матча чемпионата, где проиграли «Калифорния Джагуарс».
В течение следующих девяти сезонов клуб играл на втором уровне системы футбольных лиг США. В сезоне 2001 выиграл регулярный чемпионат A-League. Дважды был близок к чемпионскому титулу: в сезоне 2002 в финале A-League уступил «Милуоки Рэмпейдж», в сезоне 2005 в финале USL First Division уступил «Сиэтл Саундерс». После сезона 2005 клуб обратно опустился в третий дивизион, сославшись на возможные финансовые проблемы. Клуб попадал в плей-офф в каждом из следующих 11 сезонов в третьем дивизионе. Дважды становился чемпионом USL Second Division, в сезонах 2006 и 2009, оба раза обыграв в финале «Шарлотт Иглз». Трижды выигрывал регулярный чемпионат: в сезонах 2006 и 2007 в USL Second Division, в сезоне 2013 в USL Pro. В 2011 году «Кикерс», победив клубы MLS «Коламбус Крю» и «Спортинг Канзас-Сити», дошли до полуфинала Открытого кубка США, где проиграли «Чикаго Файр».
У «Кикерс» имелось две дочерние команды: молодёжная команда «Ричмонд Кикерс Фьючер» играла в USL Premier Development League с 2002 по 2008 год, женская команда «Ричмонд Кикерс Дестини» играла в USL W-League с 2004 по 2009 год. В январе 2013 года в рамках сотрудничества между USL Pro и MLS «Ричмонд Кикерс» заключили соглашение об аффилиации с «Ди Си Юнайтед». После сезона 2018 в связи с запуском «Ди Си Юнайтед» фарм-клуба в USL «Лаудон Юнайтед» партнёрство между клубами прекратилось.
26 июня 2018 года Ли Каулишо покинул пост главного тренера после 19 сезонов во главе команды и полностью переключился на должность директора по футбольным операциям. 27 июня 2018 года главным тренером «Кикерс» был назначен Дэвид Бюлоу, выступавший за клуб в качестве игрока.
11 сентября 2018 года «Ричмонд Кикерс» объявили, что в сезоне 2019 станут одним из членов-учредителей новой лиги третьего дивизиона, позже названной USL League One. 18 декабря 2018 года было объявлено, что основным владельцем «Ричмонд Кикерс» станет 22 Holdings, LLC, группа бывших футболистов Дэвидсон-колледжа во главе с бывшим игроком клуба Робом Юкропом, а Richmond Kickers Youth Soccer Club продолжит владеть миноритарной долей в клубе.
9 октября 2019 года «Кикерс» объявили, что не будут продлевать контракт с главным тренером Дэвидом Бюлоу. В сезоне 2019 клуб занял 9-е место в итоговой турнирной таблице лиги и не вышел в плей-офф. 6 ноября 2019 года главным тренером и спортивным директором «Кикерс» был назначен Даррен Сауацки. В сезоне 2022 клуб выиграл регулярный чемпионат USL League One.

## Главные тренеры
- Бобби Леннон (1993)
- Джон Керр (1994)
- Деннис Вайоллет (1995—1996)
- Фрэнк Коленштайн (1997)
- Колин Кларк (1998—1999)
- Ли Каулишо (2000—2018)
- Дэвид Бюлоу (2018—2019)
- Даррен Сауацки (2019 — н. в.)

## Достижения
Второй дивизион
- Победитель регулярного чемпионата A-League[англ.]: 2001

Третий дивизион
- Чемпион USL Second Division[англ.]: 2006, 2009
- Победитель регулярного чемпионата USL Second Division[англ.]: 2006, 2007
- Победитель регулярного чемпионата USL Pro: 2013
- Победитель регулярного чемпионата USL League One: 2022

Четвёртый дивизион
- Чемпион USISL Premier League: 1995

Кубок
- Обладатель Открытого кубка США: 1995